# Nicu Vladimir
Nicu Vladimir (n. 8 decembrie 1950 – d. 10 octombrie 1995) a fost un cântăreț de muzică folk din România.
Absolvent al Institutului de arte plastice din București, secția pictură. Membru, pentru o scurtă perioadă, a cenaclului Flacăra. Participant la Festivalul folk din Sighișoara din 1974. În iulie 2007, la Vama Veche, a avut loc o gală folk „in memoriam Nicu Vladimir”.
În 2010 a fost publicată o carte+CD intitulată „Lucrătorul ostenit” (îngrijită de Daniel-Silvian și Petre  Emil Kindlein, ed. Blumenthal).
Grupul Pasărea Colibri a înregistrat cântecul lui „Ce de lupi se înconjoară” pe albumul Cântece de bivuac.
A fost căsătorit cu Anda (care ulterior s-a căsătorit cu Florian Pittiș).

## Alte melodii
- Colbul secundei
- Frigul, ferește-te, frigul
- Drum de rouă
- Lucrătorul ostenit
- Aer eram, eram văzduh
- Tristeți, iubita mea, tristeți